# Inginer autorizat (Regatul Unit)
În Regatul Unit, un inginer autorizat (CEng) este un inginer înregistrat la organismul de reglementare din Regatul Unit pentru profesia de inginer, Consiliul Inginerilor (Engineering Council). Inginerii autorizați au o diplomă de master sau trebuie să demonstreze un nivel echivalent de master, prin învățare (calificare) la locul de muncă. Competențele profesionale corespunzătoare trebuie demonstrate prin educație, formare profesională continuă și experiență profesională. Este necesară o experiență semnificativă, care se întinde invariabil pe mai mulți ani de practică profesională postuniversitară. Demonstrarea competenței este definită în Standardul britanic pentru competențe profesionale în inginerie (UK Standard for Professional Engineering Competence), evaluată prin analiza profesională a calificărilor academice și a dezvoltării profesionale (formare și experiență profesională). Învățarea formală, non-formală și informală poate fi evaluată. Titlul de Inginer Autorizat este protejat în Regatul Unit prin lege, prin intermediul Cartei Regale și al Regulamentului Consiliului de Inginerie. Începând cu anul 2019, existau aproximativ 180.000 de ingineri înregistrați ca ingineri autorizați. Inginerii autorizați sunt înregistrați prin intermediul unor instituții profesionale de inginerie (PEI) licențiate de Consiliul Inginerilor, relevante pentru industria sau specializarea lor. Procesul total de formare a unui inginer autorizat, inclusiv masteratul, durează de obicei cel puțin 8-10 ani, deși nu este neobișnuit ca 12+ ani să satisfacă toate cerințele de competență.
Multe sarcini inginerești acoperite de legislația Regatului Unit specifică statutul de Charter ca o cerință pentru persoanele care le întreprind. De exemplu, Regulamentul privind siguranța tunelurilor rutiere din 2007 prevede că, pentru inspecții, „persoana numită ca entitate de inspecție trebuie să fie inginer autorizat sau condusă de un inginer autorizat”. Altele impun ca inginerii autorizați să fie înregistrați la o anumită instituție, de exemplu , Regulamentul privind eficiența energetică (proprietăți private închiriate) (Anglia și Țara Galilor) din 2015 impune ca evaluările să fie efectuate de către un „inginer autorizat... care este înregistrat de Institutul Inginerilor Civili”.

## Istorie
În secolul al XIX-lea, pe măsură ce ingineria se afirma ca profesie, principalele ramuri – în special ingineria civilă, mecanică și electrică – au început să se organizeze în instituții dedicate promovării intereselor membrilor și ale industriei. Aceste instituții au introdus treptat examene de admitere, pentru a asigura un nivel minim de competență profesională.
De exemplu, în cadrul Institution of Mechanical Engineers (IMechE), candidații la statutul de membru asociat trebuiau să promoveze un test de cunoștințe generale, un examen de trei ore la matematică aplicată, altul la fizică și chimie, precum și două probe opționale (câte trei ore fiecare) alese dintre: știința materialelor, motoare cu aburi, motoare cu ardere internă, hidraulică, electrotehnică, teoria mașinilor, proiectarea mașinilor și metalurgie.
Apartenența la o instituție de inginerie a devenit rapid un indicator de competență și seriozitate profesională, oferind angajatorilor încredere în abilitățile membrilor. Mai multe instituții au solicitat Cartă Regală pentru a-și formaliza statutul, ceea ce a permis membrilor lor să utilizeze titluri oficiale precum „inginer autorizat” pentru domeniul respectiv. Prima Cartă Regală a fost acordată în 1828 Institution of Civil Engineers, ceea ce a consacrat titlul de Chartered Civil Engineer.
Ulterior, la 22 aprilie 1930, Regele George al V-lea a acordat Carta Regală IMechE, oferindu-le membrilor dreptul de a folosi titlul de Chartered Mechanical Engineer.
Până la mijlocul anilor 1950, s-a conturat nevoia unui organism central care să definească standardele de educație și formare profesională și să reprezinte ansamblul profesiei inginerești. Astfel a fost înființat în 1964 Consiliul Comun al Instituțiilor de Inginerie (Joint Council of Engineering Institutions), devenit ulterior Council of Engineering Institutions (CEI). Acesta a primit mandatul de a acorda statutul de inginer autorizat membrilor PEI-urilor eligibili.
În anii 1970 au existat tentative de înlocuire a titlului cu Registered Engineer (REng), însă Chartered Engineer a rămas până astăzi reperul principal al profesionalismului inginereșc în Regatul Unit.

## Criterii de eligibilitate
Pentru a fi recunoscut ca inginer autorizat (Chartered Engineer), solicitantul trebuie să îndeplinească cerințele prevăzute în Standardul Național pentru Competență și Angajament Profesional în Inginerie din Regatul Unit (UK-SPEC), stabilite de Engineering Council. Aceste cerințe sunt structurate în două componente esențiale: calificarea academică și dezvoltarea profesională inițială (Initial Professional Development – IPD).

### Calificări academice
UK-SPEC prevede următoarele cerințe de calificare academică pentru ruta „tradițională” de obținere a statutului de inginer autorizat (Chartered Engineer):
Se consideră că cerințele academice sunt îndeplinite prin oricare dintre următoarele variante:
- o diplomă de licență acreditată cu onoruri (4 ani) în inginerie sau tehnologie, urmată fie de o diplomă de master acreditată, fie de un doctorat în inginerie, ori de studii postuniversitare relevante la nivel de master;
- o diplomă integrată de master în inginerie (MEng), acreditată;
- o diplomă de licență acreditată cu onoruri în inginerie sau tehnologie, începută înainte de septembrie 1999;
- calificări sau programe de ucenicie echivalente, care sunt fie acreditate sau aprobate de un organism autorizat, fie recunoscute ca echivalente într-un cadru național sau internațional relevant de calificări.

### Dezvoltareprofesională inițială
Dezvoltarea Profesională Inițială (DPI) se dobândește prin învățarea la locul de muncă. UK-SPEC împarte IPD-ul în cinci competențe cheie:
Competența A. Cunoaștere și înțelegere: Inginerii autorizați vor utiliza o combinație de cunoștințe și înțelegere inginerească generală și specializată pentru a optimiza aplicarea sistemelor avansate și complexe.
Competența B. Proiectare, dezvoltare și rezolvarea problemelor inginerești: Inginerii autorizați vor aplica metode teoretice și practice adecvate pentru analiza și soluționarea problemelor inginerești.
Competența C. Responsabilitate, management și leadership: Inginerii autorizați vor demonstra leadership tehnic și comercial.
Competența D. Abilități de comunicare și interpersonale: Inginerii autorizați trebuie să demonstreze abilități eficiente de comunicare și interpersonale.
Competența E. Angajament personal și profesional: Inginerii autorizați trebuie să demonstreze un angajament personal față de standardele profesionale, recunoscând obligațiile față de societate, profesie și mediu.

### Cerințe specifice instituțiilor
Consiliul Inginerilor nu înregistrează direct inginerii autorizați. Această sarcină este delegată Instituțiilor Profesionale de Inginerie (PEI). Pe lângă competențele cheie stabilite în UK-SPEC, PEI poate avea cerințe suplimentare pentru alegerea ca membru. De exemplu, Institutul Nuclear (NI) solicită demonstrarea competențelor cheie, dar și a Deltei Nucleare. Conform NI, delta nucleară diferențiază profesioniștii din domeniul nuclear de profesioniștii din alte domenii și instituții. Delta Nucleară® este definită de trei elemente principale, care surprind ceea ce este unic, special și diferit în industria nucleară.
- Cultura Securității Nucleare
- Cultura Securității Nucleare
- Tehnologie și siguranță nucleară

## Cerințe de întreținere
Consiliul Inginerilor solicită demonstrarea angajamentului și Dezvoltare Profesională Continuă (CPD) pentru înregistrarea continuă ca inginer autorizat. Consiliul de Inginerie stabilește cerințe de bază și, similar dezvoltării profesionale independente (IPD), dezvoltarea profesională continuă (CPD) poate fi îmbunătățită în continuare prin intermediul unor PEI individuale. Cerințele generale sunt: Să își asume responsabilitatea pentru propriile nevoi de învățare și dezvoltare și să elaboreze un plan care să indice cum ar putea satisface acestea, în discuție cu angajatorul, după caz.
- Întreprindeți o varietate de activități de dezvoltare, atât în conformitate cu acest plan, cât și ca răspuns la alte oportunități care pot apărea.
- Înregistrați activitățile lor de dezvoltare profesională continuă (CPD).
- Reflectă asupra a ceea ce au învățat sau au realizat prin activitățile lor de dezvoltare profesională continuă și consemnează aceste reflecții.
- Să își evalueze activitățile de dezvoltare profesională continuă în raport cu orice obiective pe care le-au stabilit și să înregistreze această evaluare.
- Să își revizuiască planul de învățare și dezvoltare în mod regulat, în urma reflecției și evaluării nevoilor viitoare.
- Sprijiniți învățarea și dezvoltarea celorlalți prin activități precum mentoratul și schimbul de expertiză și cunoștințe profesionale.

## Litere desemnative
Inginerii autorizați au dreptul să folosească prenumele, CEng, după nume ca mijloc de a-și indica statutul în cadrul Consiliului Inginerilor. Aceasta se scrie după onoruri, decorații și titluri academice/universitare, dar înainte de scrisorile care denotă apartenența la instituții profesionale de inginerie. Când un inginer autorizat are calitatea de membru al mai multor instituții care îi conferă scrisori de desemnare, instituția prin care titularul este înregistrat ca inginer autorizat apare imediat după CEng, celelalte calități de membru urmând în ordinea datelor de înființare a instituției.

## Echivalența internațională
Nivelul de competență necesar pentru înregistrarea ca inginer autorizat în Regatul Unit este comparabil cu cel din multe țări din Europa continentală care solicită studii de nivel master pentru înregistrarea ca inginer profesionist. Acordul de la Washington, semnat de Consiliul Inginerilor în 1989, recunoaște „echivalența substanțială” între cerințele academice de înregistrare între semnatari, ceea ce înseamnă că calificările străine recunoscute de organismul semnatar local sunt acceptate pentru inginerii autorizați, iar calificările din Regatul Unit pot fi utilizate pentru solicitarea unor statute internaționale similare. Recunoașterea în cadrul Acordului de la Washington se bazează pe rezultate, nu pe durata cursurilor.
Inginerii autorizați au dreptul să se înregistreze prin intermediul Federației Europene a Asociațiilor Naționale de Ingineri ca ingineri europeni și să utilizeze prenominalul EUR ING.

## Organisme calificate să înregistreze ingineri autorizați
Organismul care ține registrul inginerilor autorizați din Regatul Unit este Consiliul Inginerilor. Autoritatea de înregistrare a inginerilor autorizați este delegată instituțiilor profesionale de inginerie autorizate (PEI):
- Institutul de Acustică
- Societatea Aeronautică Regală
- Instituția Inginerilor Agricoli
- Societatea Britanică de Calculatoare
- Asociația Autorizată a Inginerilor în Construcții
- Institutul autorizat al inginerilor de servicii de construcții
- Institutul Chartered of Civil Engineering Surveyors
- Instituția autorizată de autostrăzi și transporturi
- Institutul Inginerilor de Metale Turnate
- Institutul Inginerilor Chimiști
- Instituția Inginerilor Civili
- Institutul de Energie
- Institutul de Inginerie și Tehnologie
- Instituția de Proiectanți Ingineri
- Institutul Inginerilor Explozivi (IExpE)
- Instituția Inginerilor de Pompieri
- Instituția Inginerilor și Managerilor de Gaze
- Institutul de Inginerie Medicală și Administrare a Imobilelor
- Institutul Inginerilor de Autostrăzi
- Instituția Profesioniștilor în Iluminat
- Institutul de Inginerie Marină, Știință și Tehnologie
- Institutul de Materiale, Minerale și Minerit
- Institutul de Măsurare și Control
- Instituția Inginerilor Mecanici
- Institutul Regal al Arhitecților Navali
- Institutul Britanic de Testare Nedistructivă
- Institutul Inginerilor Nucleari
- Societatea Inginerilor Operaționali
- Institutul de Fizică
- Institutul de Fizică și Inginerie în Medicină
- Instituția Inginerilor de Semnalizare Feroviară
- Instituția Inginerilor Regali
- Societatea pentru Siguranță și Fiabilitate[8]
- Instituția Inginerilor Structurali
- Instituția autorizată pentru managementul apei și mediului
- Instituția Ofițerilor de Apă
- Institutul de Sudură
- Institutul Autorizat al Inginerilor Civili (CICES)
- (Filiala din Marea Britanie a) Consiliului Internațional pentru Ingineria Sistemelor
- Instituția Permanent Way (PWI)

Unele dintre aceste instituții înregistrează, de asemenea, ingineri și tehnicieni ingineri încorporați. Există și alte instituții membre autorizate de Engineering Council UK care înregistrează ingineri încorporați și tehnicieni ingineri, dar nu înregistrează ingineri autorizați. Calitatea de inginer încorporat este aproximativ echivalentă cu calificările de inginer profesionist din America de Nord, iar calificarea de inginer autorizat (CEng) este stabilită la un nivel superior. 